# Scranciola rufula
Scranciola rufula är en fjärilsart som beskrevs av George Francis Hampson 1910. Scranciola rufula ingår i släktet Scranciola och familjen tandspinnare. Inga underarter finns listade.